# لاريسا نيفيروف
لاريسا نيفيروف (من مواليد 18 سبتمبر 1974 في ترييستي) هي رياضّية إبحار إيطالية، فازت ببطولة العالم للإبحار فئة «الليزر الشعاعي» الخاصة بزوارق التجديف عام 1998.

## السيرة الشخصية
شاركت في ثلاث نسخ من دورة الألعاب الأولمبية الصيفية (2000، 2004، 2008). وهي الآن مديرة فريق الليزر شعاعي الإيطالي للسيدات. 

## روابط خارجية
- لاريسا نيفيروف  على موقع SportsReference  - سبورتس رفرنس
- Larissa Nevierov في موقع الإبحار الدولي
- الموقع الرسمي